# Gavarnie-Gèdre
Gavarnie-Gèdre község Franciaország Okcitánia régiójában, Hautes-Pyrénées megyében. Új községként 2016. január 1-jén jött létre Gavarnie és Gèdre korábbi községek egyesítésével.

## Népesség
| Lakosok száma | 345  | 343  | 341  | 340  | 341  | 341  |
|               | 2017 | 2018 | 2019 | 2020 | 2021 | 2022 |